# Oka (affluente del Volga)
L'Oka (in russo Ока?) è un fiume della Russia europea occidentale, affluente di destra del Volga.

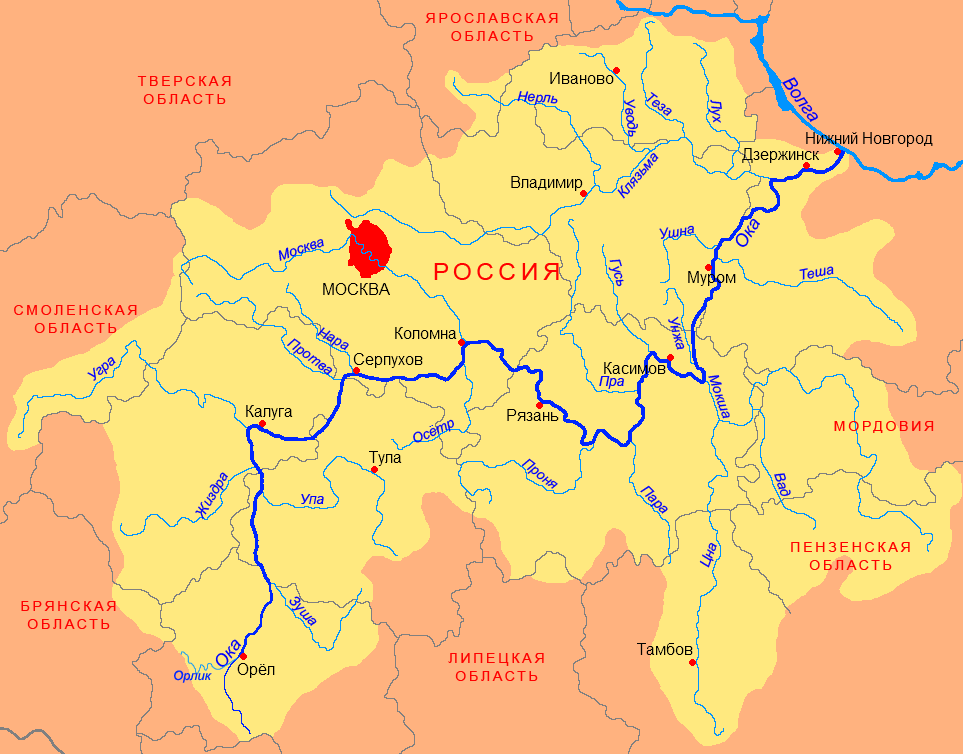
Il bacino dell'Oka

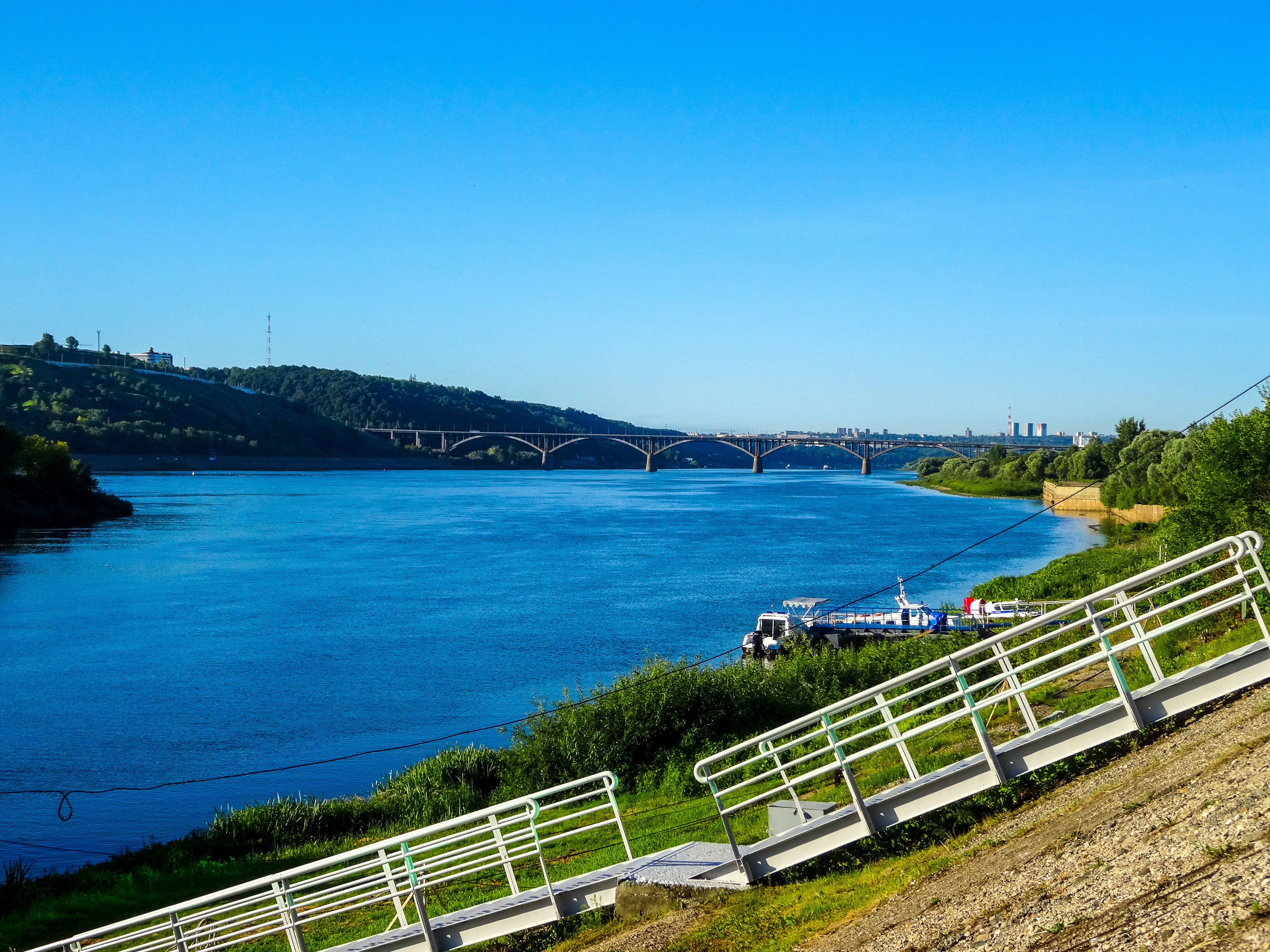
Vista del ponte Molitovskij dalla riva del fiume Oka. Luglio 2014

## Corso del fiume
Nasce dal Rialto centrale russo nel territorio dell'oblast' di Orël e si dirige dapprima verso nord per circa 300 km; pochi chilometri a valle di Kaluga piega decisamente verso est. Attraversata la bassa regione paludosa della Meščera il fiume disegna un'ampia curva, prendendo direzione nord-est fino a buttarsi, dopo circa 1.500 km di corso, nel Volga presso la città di Nižnij Novgorod.
I principali affluenti della Oka sono Žizdra, Ugra, Protva, Nara, Moscova, Pra, Gus', Ušna e Kljaz'ma dalla sinistra idrografica, Zuša,  Upa, Osëtr, Voža, Pronja, Para, Mokša, Tëša dalla destra.
Nel suo corso il fiume bagna numerose importanti città, fra cui le più importanti sono, dalla sorgente alla foce:
- Orël
- Kaluga
- Serpuchov
- Kašira
- Kolomna
- Rjazan'
- Kasimov
- Murom
- Pavlovo
- Dzeržinsk
- Nižnij Novgorod